# Sorawar-Kirche

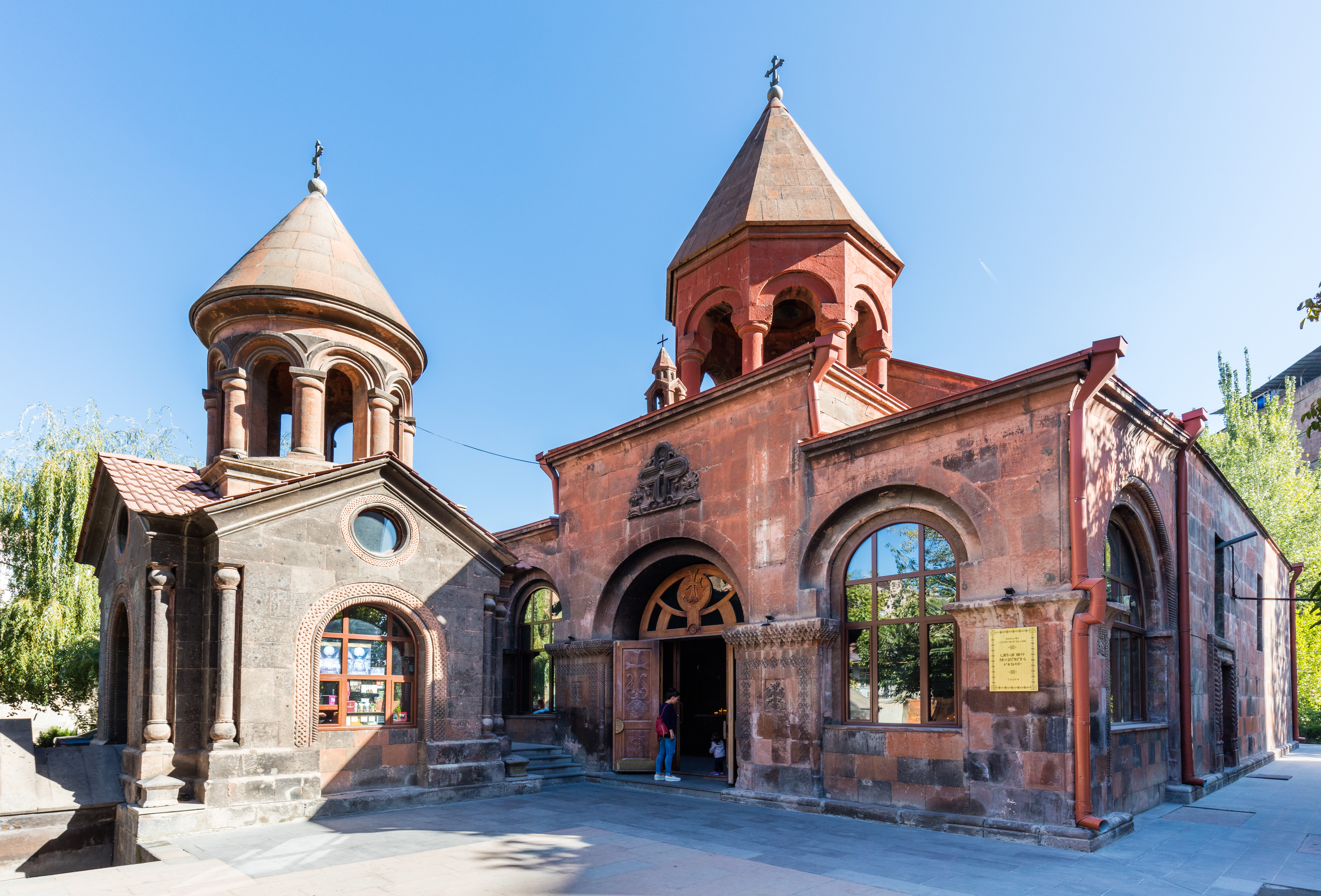
Sorawor-Kirche (rechts) und Sankt-Ananias-Kapelle (links), 2016

Die Kirche der Heiligen Muttergottes Sorawor (auch Zoravor), kurz Sorawar-Kirche ([z-], armenisch Զորավոր Սուրբ Աստվածածին եկեղեցի Sorawor Surb Astwazazin jekeghezi) ist eine Kirche in der armenischen Hauptstadt Jerewan, die aus dem 17. Jahrhundert stammt. Sie gehört zur Diözese Ararat der Armenisch-Apostolischen Kirche und liegt in der Altstadt (Schahar) im Jerewaner Stadtbezirk Mitte (Kentron).

## Architektur
Die Kirche ist eine dreischiffige Basilika ohne Kuppel. An der Ostseite der Gebetshalle ist der Hauptaltar mit Andachtsräumen in der nördlichen und südlichen Ecke. Das Innere und Äußere des Gebäudes ist architektonisch schlicht gehalten, doch weist die im westlichen Teil gelegene dreibogige Vorhalle verzierte Säulen auf. An den flachen Bereichen der Außenwände befinden sich Chatschkars (Kreuzsteine) aus dem 17. Jahrhundert.

## Geschichte
In der ersten Hälfte des 17. Jahrhunderts erbaute der Mönch Movses Syunetsi mit Unterstützung der Bewohner von Jerewan einen Klosterkomplex, der aus einer Muttergotteskirche (Surp Astvatsatsin), der Kapelle Ananias, einer Prälatur, einer Klosterschule und Räumlichkeiten für die Mitglieder der Kongregation bestand, umgeben von befestigten Mauern. Das Kloster wurde erbaut, als Philipp I. von Armenien (Pilipos, 1632–1635) Katholikos in Etschmiadsin war. Allerdings stürzte das neue Kloster bereits beim großen Erdbeben 1679 wieder ein. Der heutige Kirchenkomplex wurde in den Jahren 1693 und 1694 auf den Fundamenten des zerstörten Klosters erbaut, wobei der wohlhabende Jerewaner Khoja Panos Geldgeber war. Laut einer Inschrift etwa 100 Jahre später wurde die Kirche durch Gabriel Haryurapet erneuert, als Lukas I. von Armenien Katholikos war. Die Kirche hieß ursprünglich einfach Surb Astvatsatsin (Heilige Muttergottes), doch erhielt sie den Beinamen Zoravor (զորավար bzw. զորավոր, „stark, mächtig“), da in ihr eine armenische Bibel von Zoravor aus dem 13. Jahrhundert aufbewahrt wurde.
1889 wurde an der Nordostseite der Kirche der Neubau der Sankt-Ananias-Kapelle errichtet, von deren Ostseite eine Treppe zum Sankt-Ananias-Friedhof führt.
Zu Sowjetzeiten diente der Gebäudekomplex unterschiedlichen nichtkirchlichen Zwecken, doch wurden sowohl die Hauptkirche als auch die Sankt-Ananias-Kapelle 1970 dem Katholikat Etschmiadsin der Armenischen Apostolischen Kirche rückübertragen und vollständig renoviert. Dabei wurde der Sorawor-Kirche ein Chor hinzugefügt und ein neues Haus für die Priester errichtet.

## Bildergalerie

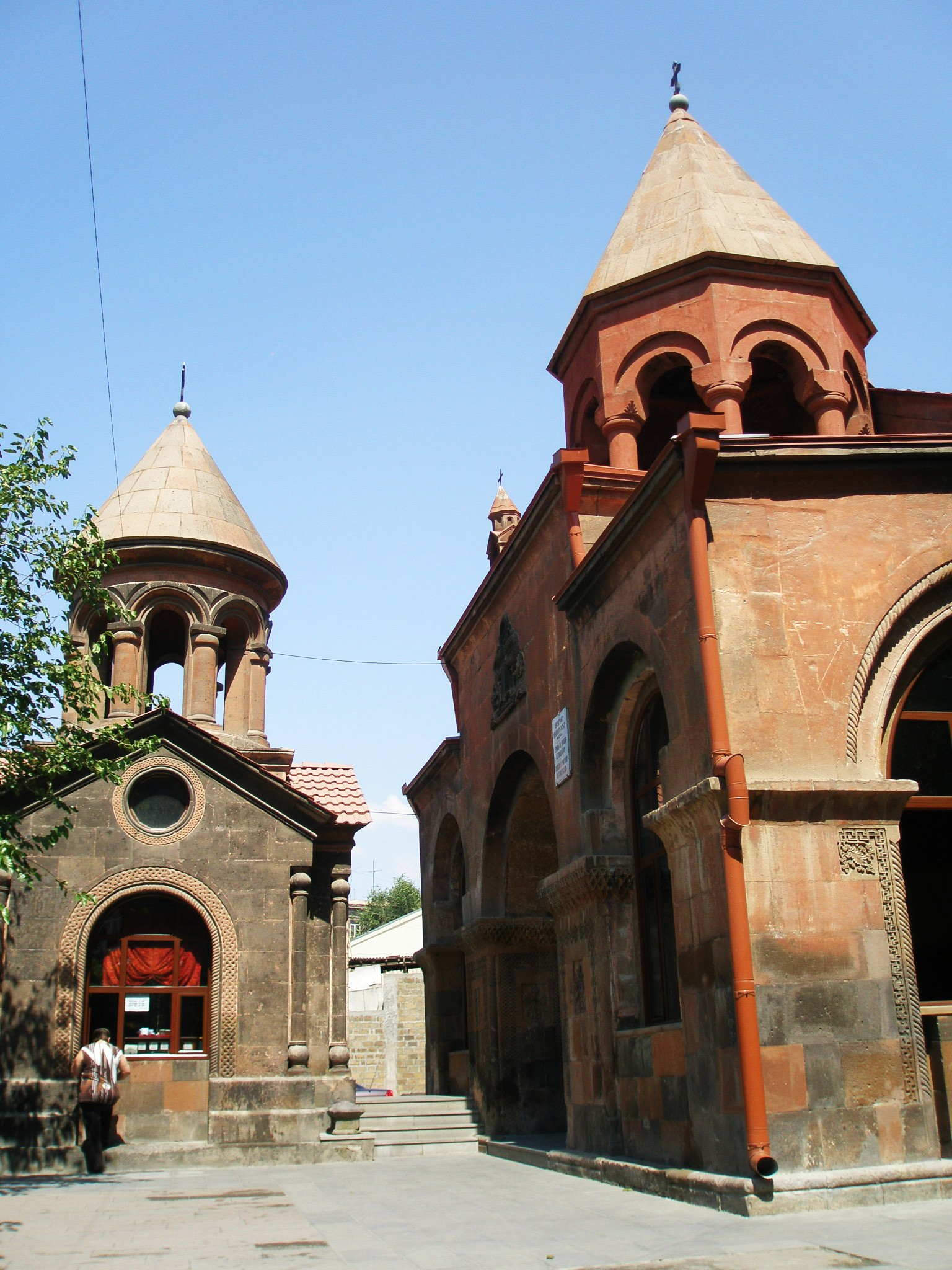
Hauptkirche (rechts) und Ananias-Kapelle (links)
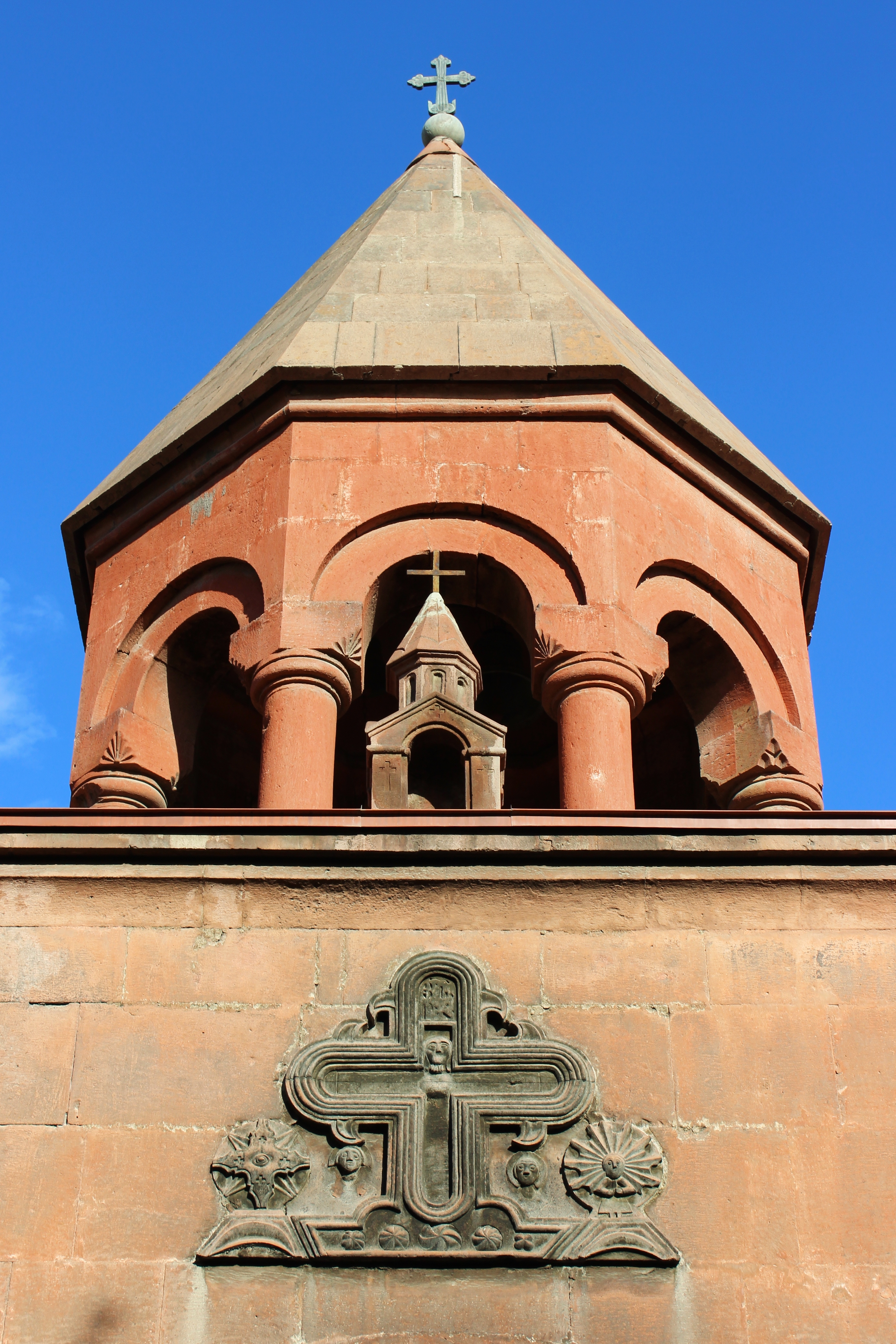
Glockenturm am Haupteingang
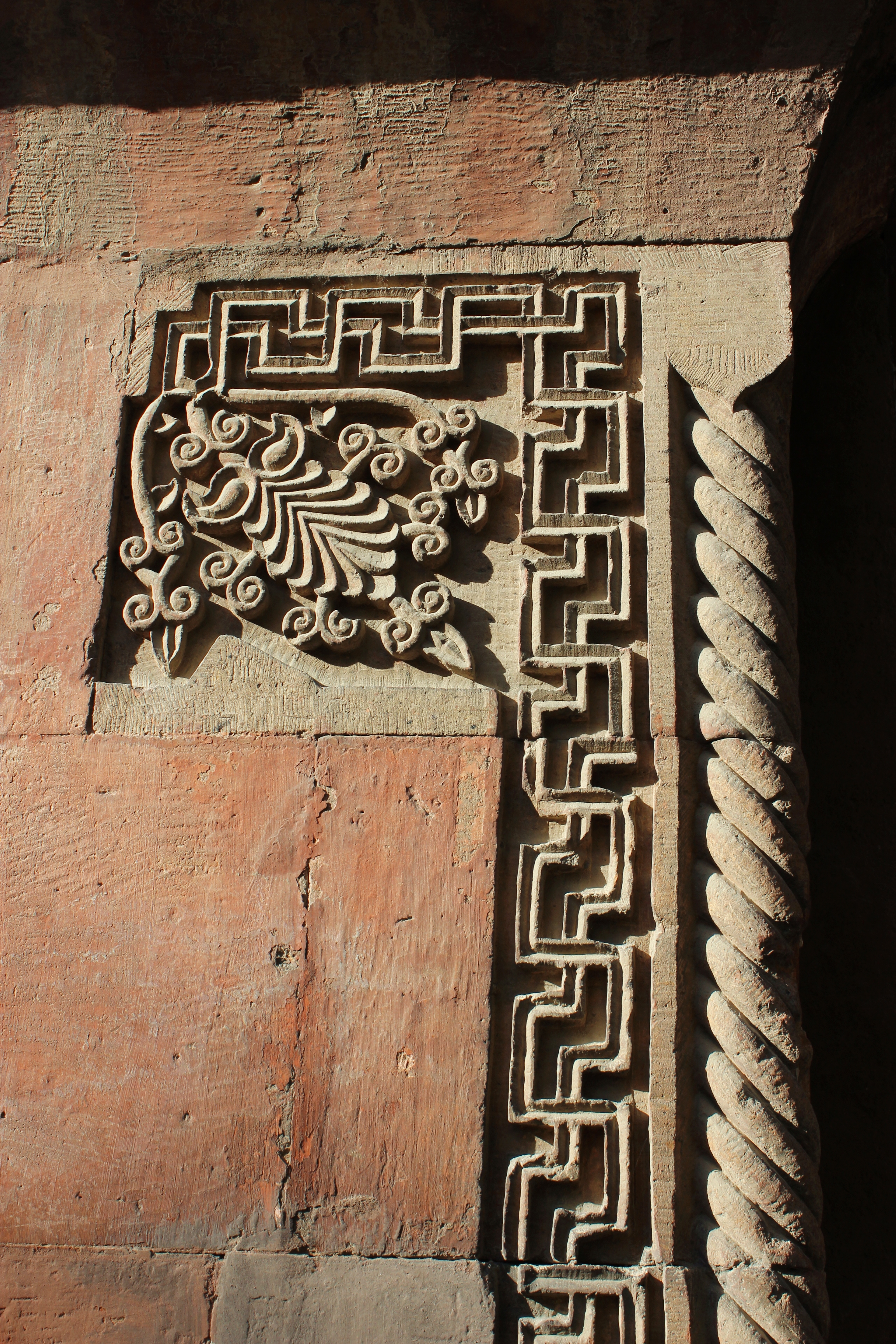
Detail des Äußeren der Kirche
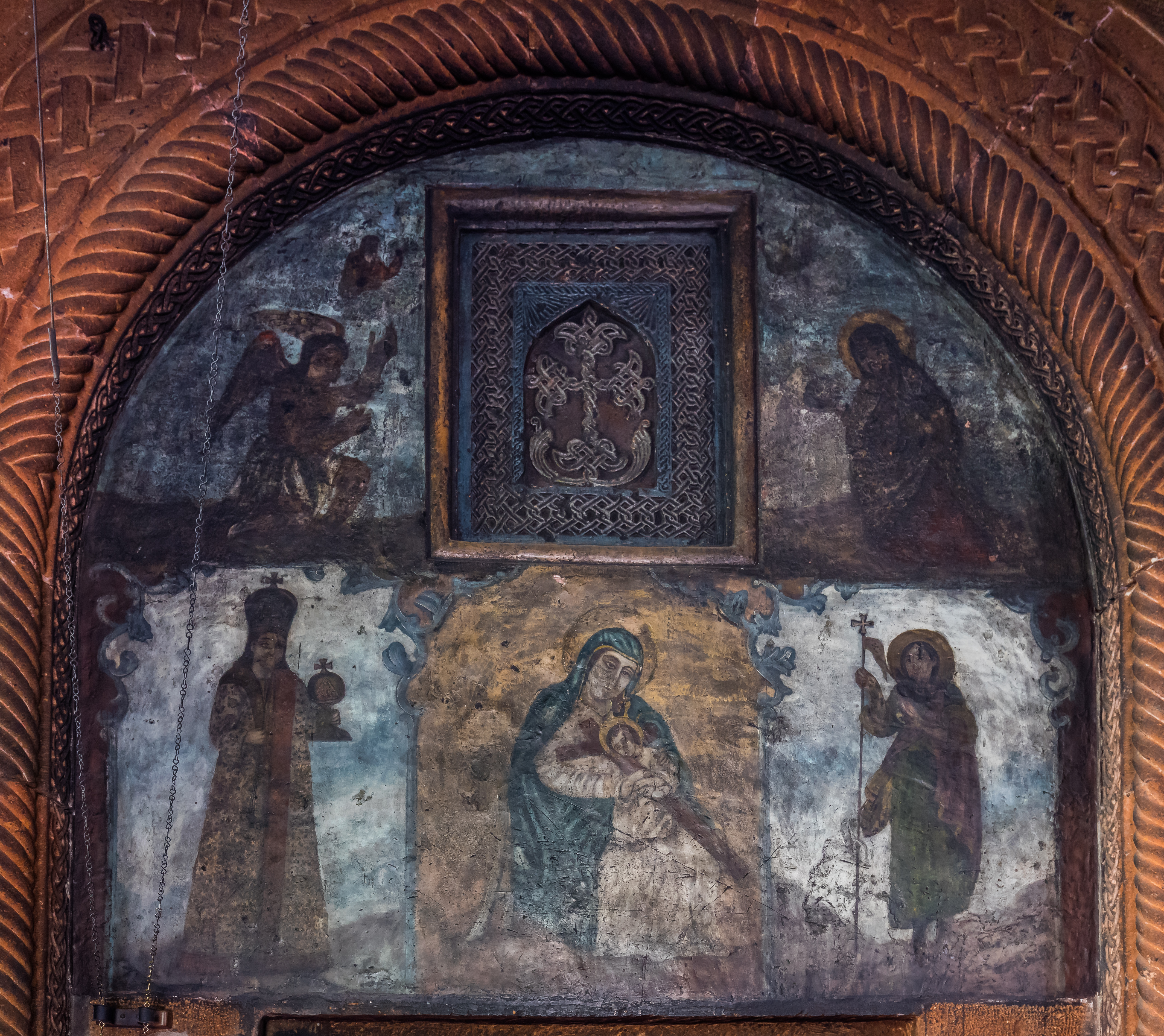
Tympanum mit Fresco der Heiligen Maria und anderer Heiliger
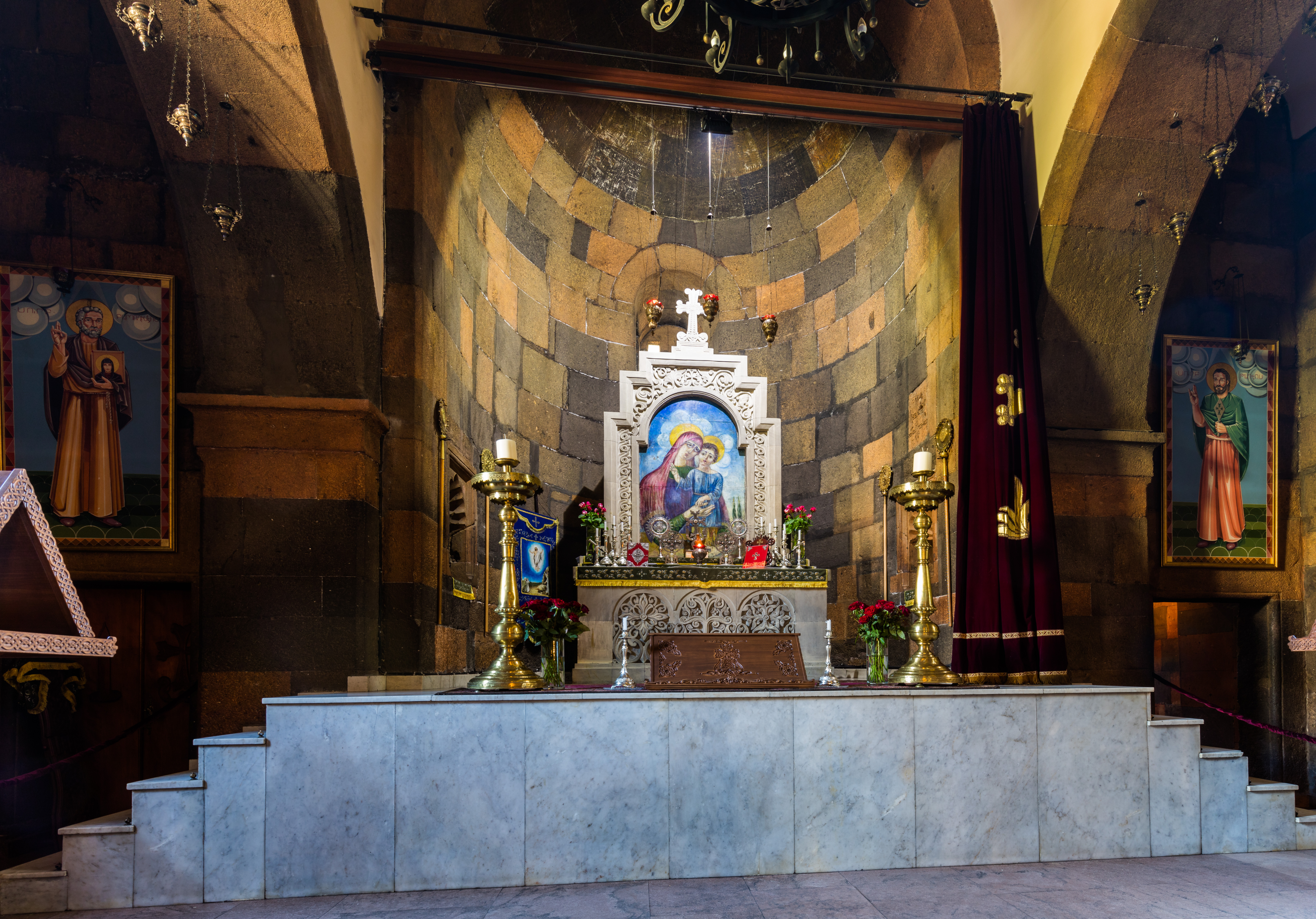
Hauptaltar
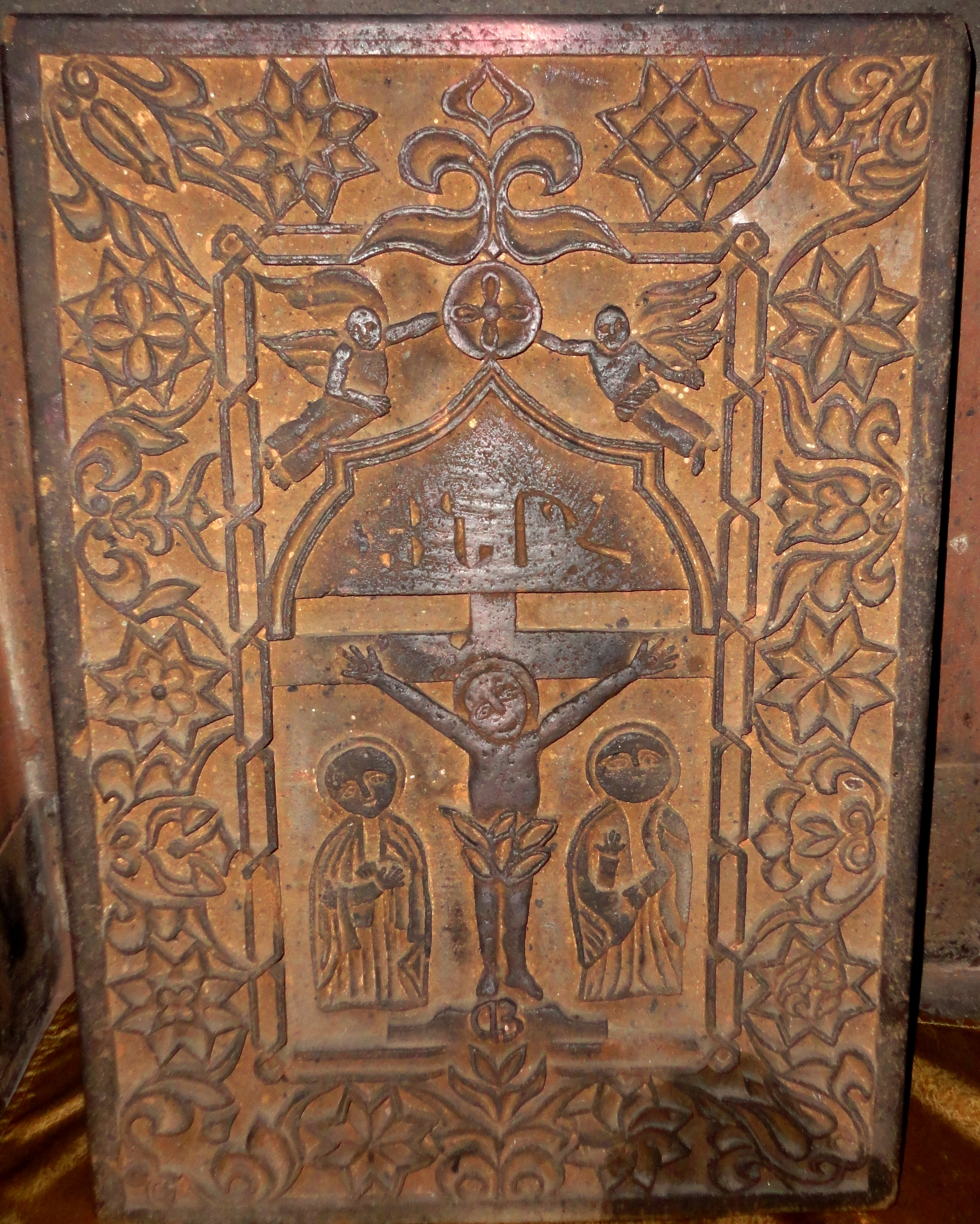
Chatschkar im Gebetsraum
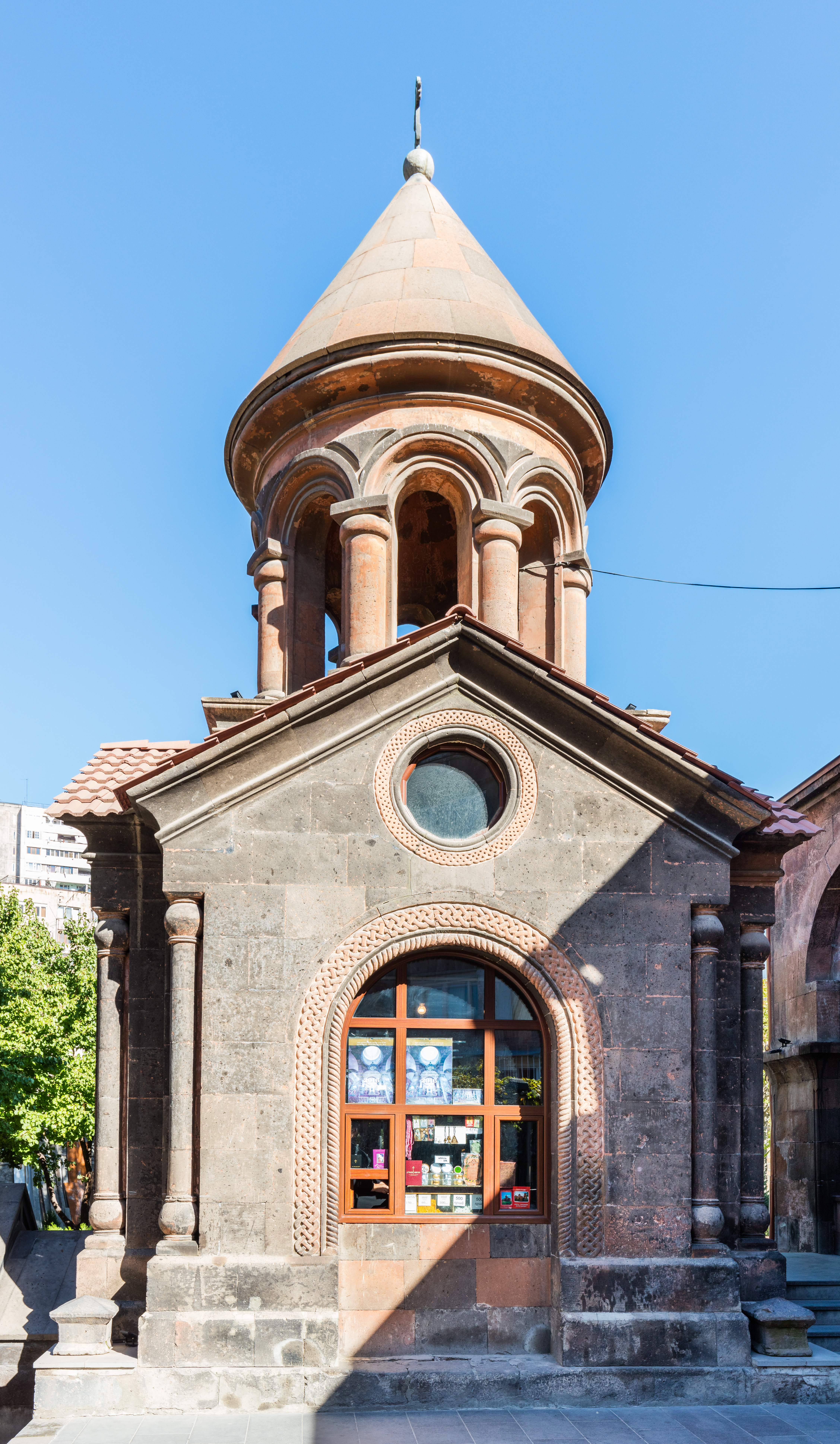
Sankt-Ananias-Kapelle
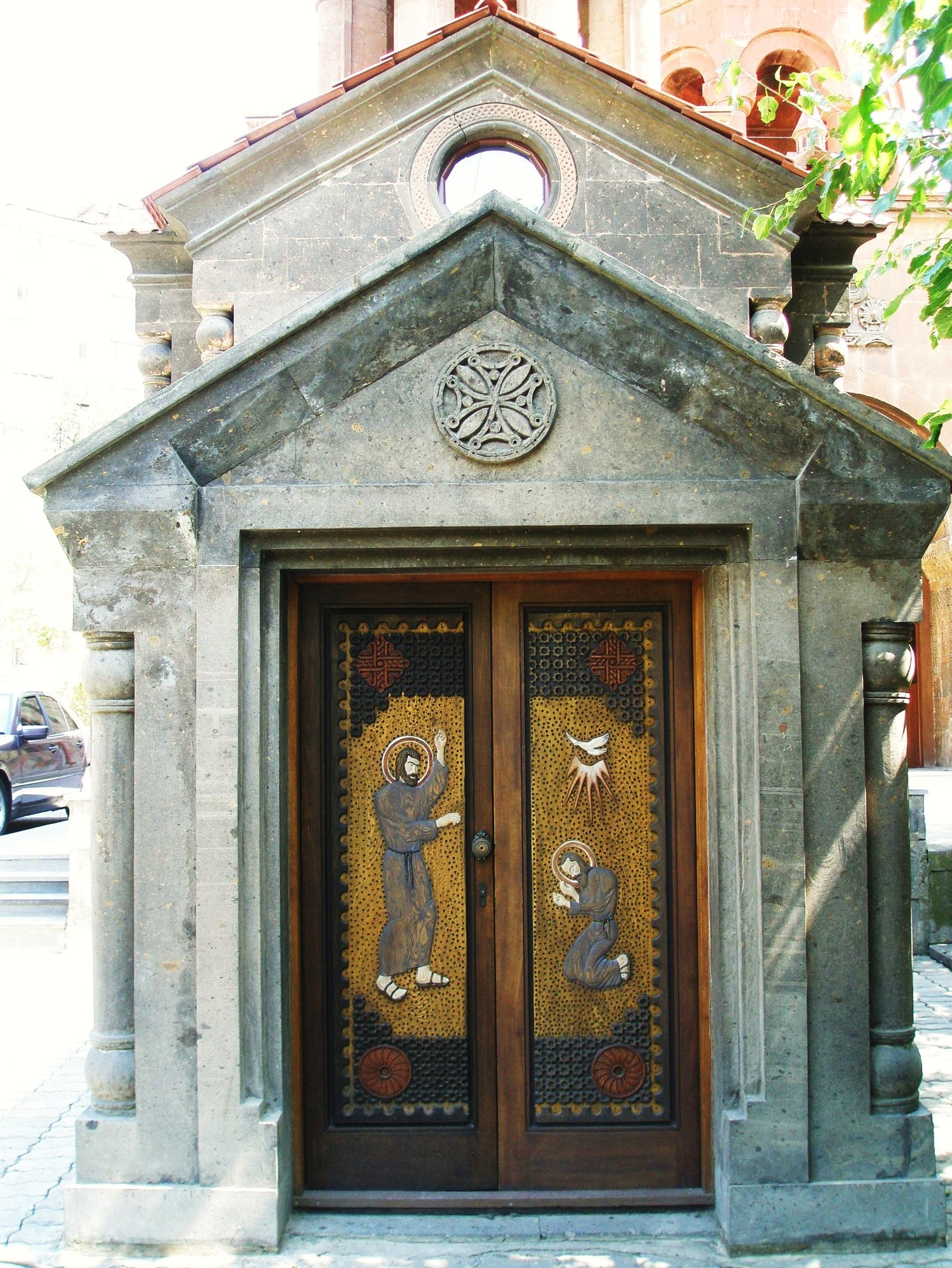
Treppen zur Sankt-Ananias-Kapelle unter dem Glockenturm